# Павле Момчилович
Павел (Павле) Момчилович, известен и като Пайо Момчилович, е югославски партизанин, деец на НОВМ и дипломат.

## Биография
Момчилович влиза в синдикалните групи, създадени от Комунистическата партия на Югославия. В 1941 година влиза в Скопския народоосвободителен партизански отряд. Става секретар на югославското посолство в София, заменяйки първия секретар на посолството Митко Зафировски. На този си пост Момчилович е редовно снабдяван със секретни материали от Васил Ивановски, което влиза в обвинението на Ивановски при процеса на Трайчо Костов.